# Ailhon
Ailhon är en kommun i departementet Ardèche i regionen Auvergne-Rhône-Alpes i sydöstra Frankrike. Kommunen ligger  i kantonen Aubenas som ligger i arrondissementet Largentière. År 2022 hade Ailhon 553 invånare.

## Befolkningsutveckling
Antalet invånare i kommunen Ailhon
Referens: INSEE